# ارتان سابان
ارتان سابان (انگلیسی: Ertan Saban؛ زادهٔ ۴ دسامبر ۱۹۷۷) بازیگر اهل ترکیه است.